# Al-Hilal Club (pallacanestro)
L'Al-Hilal Saudi Club (in lingua araba نادي الهلال) è una società professionista di basket con sede nella città di Riyad, capitale dell'Arabia Saudita, che milita nella massima categoria nazionale, la Saudi Basketball League.
La squadra è la sezione cestistica della società polisportiva dell'Al-Hilal Saudi Club, una delle quattro grandi società dell'Arabia Saudita, famosa soprattutto per la sua sezione di calcio che è la più vincente della storia della nazione, avendo vinto diciotto campionati sauditi, dieci Coppe del Re dei Campioni, tredici Coppe del Principe della Corona saudita e due Supercoppe nazionali, ma anche a livello internazionale, essendosi aggiudicata quattro AFC Champions League, due Coppe delle Coppe AFC e due Champions League arabe.

## Storia
La società polisportiva dell'Al-Hilal Saudi Club fu fondata da Abdul Rahman Bin Saad Bin Saeed il 15 ottobre 1957 a Riyad ed era noto in origine con il nome di Olympic Club; meno di un anno dopo la fondazione, il 3 dicembre 1958, assunse l'attuale denominazione di Al-Hilal Saudi Club per iniziativa del sovrano saudita Bin Abdul-Aziz.
La squadra ha sempre preso parte alla Saudi Basketball League fin dalla sua prima edizione, tenutasi nella stagione 1976-1977, che l'Al-Hilal riuscì anche ad aggiudicarsi diventando così la prima squadra Campione d'Arabia Saudita. Negli anni novanta il club ha vissuto i suoi migliori anni dal punto di vista dei trofei conquistati, aggiudicandosi in quattro edizioni della Saudi Basketball League, di cui tre consecutivamente, nelle stagioni 1989-1990, 1991-1992, 1992-1993, 1993-1994 e quattro edizioni della Saudi Alnokhbah Championship nel 1994, 1995, 1997 e 1999; inoltre nel 1992 e nel 1996 l'Al-Hilal riuscì a conquistare gli unici due trofei vinti fuori dai confini nazionali, grazie alla vittoria, in entrambi gli anni, della Basketball Gulf Champions Cup.
Nella stagione 2021-2022 della Saudi Basketball League, con la panchina della squadra affidata al greco Stratos Koukoulekidis ed un roster che comprendeva giocatori come la guardia statunitense Antwan Scott ed il centro della Tunisia Mohamed Hdidane, concluse la stagione regolare al primo posto con 20 vittorie e 2 sconfitte a pari merito con l'Al-Nassr, squadra che difendeva il titolo. Per assegnare il titolo si dovette quindi giocare uno spareggio finale tra le due squadre: nella partita giocata il 20 marzo 2022 l'Al-Hilal si impose per 78 a 70 sull'Al-Nassr, ritornando alla vittoria nella Saudi Basketball League dopo 27 anni di attesa.
La stagione successiva, quella 2022-2023, proprio in virtù del titolo nazionale conquistato l'anno precedente, la squadra ha partecipato alla prima edizione della FIBA West Asia Super League, dove è stato inserito nella sottozona della Gulf League. Dopo aver vinto il suo girone con cinque vittorie ed una sola sconfitta, ha ottenuto l'accesso diretto alle semifinali dove però è uscito sconfitto in entrambe le sfide dalla squadra del Bahrein dell'Al Manama. L'Al-Hilal ha poi mancato anche la possibilità di accedere lo stesso alle Final 8, perdendo anche la finale per il terzo posto della Gulf League giocata contro gli emiratini dello Shabab Al-Ahli.
Dopo aver concluso al quinto posto la stagione 2022-23, l'annata successiva la squadra conquista per la settima volta nella sua storia la vittoria nella Saudi Basketball League dopo aver concluso in testa alla classifica con 19 vittorie e 3 sconfitte ; nella stessa stagione 2023-2024 l'Al-Hilal riuscì a completare il Double nazionale grazie alla vittoria per 82-68 contro l'Al-Nassr, nella finale della Prince Faisal Basketball Cup.

## Palmarès

### Titolo Nazionali
- Saudi Basketball League (7):
  - Campioni: 1976-1977, 1989-1990, 1991-1992, 1992-1993, 1993-1994, 2021-2022, 2023-2024[9][10]
- Saudi Alnokhbah Championship (5):
  - Campioni: 1994, 1995, 1997, 1999, 2008[11]
- Prince Faisal Basketball Cup (4):
  - Campioni: 1978, 1997, 2022, 2024

### Titolo Internazionali
- Basketball Gulf Champions Cup (2):
  - Campioni: 1992, 1996

## Roster attuale
Il roster per la stagione 2023-2024
|    | Naz.                      | Ruolo | Sportivo             | Anno | Alt. | Peso |  |
| -- | ------------------------- | ----- | -------------------- | ---- | ---- | ---- |  |
| 0  | Arabia Saudita (bandiera) | G     | Osama Albargawi      | 1998 | 188  | 84   |  |
| 1  | Stati Uniti (bandiera)    | AP    | Tre McCallum         | 1995 | 201  | 98   |  |
| 4  | Arabia Saudita (bandiera) | PG    | Zaid Alabbs          | 1991 | 190  | 83   |  |
| 5  | Stati Uniti (bandiera)    | G     | Antwan Scott         | 1992 | 188  | 81   |  |
| 9  | Arabia Saudita (bandiera) | AG    | Zakaria Hawsawi      | 1987 | 191  | 95   |  |
| 10 | Arabia Saudita (bandiera) | G     | Nasser Alabsi        | 1993 | 188  | 88   |  |
| 12 | Arabia Saudita (bandiera) | C     | Mohammed Alsuwailem  | 1998 | 211  | 103  |  |
| 21 | Arabia Saudita (bandiera) | G     | Khalid Abdel Gabar   | 1990 | 183  | 83   |  |
| 23 | Kuwait (bandiera)         | PG    | Mohammed Al-Otaibi   | 2003 | 177  | 75   |  |
| 24 | Arabia Saudita (bandiera) | AP    | Abdulrahman Majrashi | 2001 | 190  | 88   |  |
| 32 | Stati Uniti (bandiera)    | AG    | Dantez Walton        | 1997 | 200  | 95   |  |
| 35 | Arabia Saudita (bandiera) | AP    | Alwaleed Alsuwailem  | 2001 | 193  | 88   |  |
| 77 | Arabia Saudita (bandiera) | G     | Mustafa Fadhil       | 1997 | 203  | 95   |  |

### Staff tecnico
| Ruolo           | Nome          |
| --------------- | ------------- |
| Capo Allenatore | Felton Sealey |